# Stazione di Scavi di Pompei
La stazione di Scavi di Pompei è una stazione ferroviaria in costruzione sulla ferrovia Napoli-Battipaglia, gestita da Rete Ferroviaria Italiana (RFI).
La stazione servirà gli scavi archeologici di Pompei e fungerà da interscambio con l'adiacente stazione di Pompei Scavi-Villa dei Misteri, sulla ferrovia Torre Annunziata-Sorrento, gestita da Ente Autonomo Volturno (EAV).

## Strutture e impianti
Secondo il bando di gara, la nuova fermata sarà costituita da un fabbricato viaggiatori a ponte e da due marciapiedi. I fabbricati della preesistente fermata di Pompei Scavi saranno restaurati e riutilizzati.
Il progetto comprende anche la realizzazione di un nuovo parcheggio e la parziale pedonalizzazione di Via Plinio, al fine di semplificare l'accessibilità pedonale al parco archeologico.